# Região Geográfica Intermediária de Palmas
A Região Geográfica Intermediária de Palmas é uma das três regiões intermediárias do estado brasileiro do Tocantins e uma das 134 regiões intermediárias do Brasil, criadas pelo Instituto Brasileiro de Geografia e Estatística (IBGE) em 2017. É composta por 42 municípios, distribuídos em quatro regiões geográficas imediatas.
Sua população total estimada pelo Instituto Brasileiro de Geografia e Estatística (IBGE) para 1º de julho de 2018 é de 606 849 habitantes, distribuídos em uma área total de 110 730,675 km².
Palmas é o município mais populoso da região intermediária, além de ser capital do estado, com 291 855 habitantes, de acordo com estimativas de 2018 do Instituto Brasileiro de Geografia e Estatística (IBGE).

## Regiões geográficas imediatas
| Região geográfica imediata                          | Municípios | População Estimativa 2018 | População Censo IBGE 2022 | Área (km²)  |
| --------------------------------------------------- | --- | ------------------------- | ------------------------- | ----------- |
| Região Geográfica Imediata de Palmas                | Aparecida do Rio Negro Lagoa do Tocantins Lajeado Lizarda Mateiros Novo Acordo Palmas Rio Sono Santa Tereza do Tocantins São Félix do Tocantins                                                                                  | 325 481                   | 333 542                   | 31 495,668  |
| Região Geográfica Imediata de Paraíso do Tocantins  | Abreulândia Araguacema Barrolândia Caseara Chapada de Areia Cristalândia Divinópolis do Tocantins Lagoa da Confusão Marianópolis do Tocantins Monte Santo do Tocantins Nova Rosalândia Paraíso do Tocantins Pium Pugmil          | 121 477                   | 120 434                   | 37 881,103  |
| Região Geográfica Imediata de Porto Nacional        | Brejinho de Nazaré Chapada da Natividade Fátima Ipueiras Monte do Carmo Natividade Oliveira de Fátima Pindorama do Tocantins Ponte Alta do Tocantins Porto Nacional Santa Rita do Tocantins Santa Rosa do Tocantins Silvanópolis | 110 457                   | 116 973                   | 30 462,486  |
| Região Geográfica Imediata de Miracema do Tocantins | Dois Irmãos do Tocantins Miracema do Tocantins Miranorte Rio dos Bois Tocantínia | 49 434                    | 47 791                    | 10 891,418  |
| Total                                               | 42 | 606 849                   | 618 740                   | 110 730,675 |